# Мехр
Мехр (перс. مهر‎) — седьмой месяц иранского календаря, состоит из 30 дней и является первым осенним месяцем. В григорианском календаре соответствует 23 сентября — 22 октября.

## Этимология
Большая часть месяцев в иранском календаре носят имена зороастрийских язат. Название Мехр происходит от имени божества Митры, с авестийского языка переводящегося как Договор. В современном персидском языке слово «мехр» означает любовь, привязанность, дружбу.

## Праздники
- 16 мехра — праздник Мехреган, праздник имени Мехр, праздник осеннего урожая

## Отмечаемые события и чествования
- 8 мехр — День Джалаладдина Руми, средневекового персидского поэта
- 20 мехр — День Хафиза Ширази, средневекового персидского поэта